# 裸花紫珠
裸花紫珠（学名：Callicarpa nudiflora）又名赶风柴，为唇形科紫珠属的植物。其主要分布在东亚地区中国大陆的广东、广西、海南等地，且在黄河上游的宁夏附近也有分布；此外在越南、老挝、新加坡、马来西亚、印度、孟加拉国、缅甸、斯里兰卡等地也有少量分布。野生的裸花紫珠主要生长于平地至海拔1200米的地区，多位于山坡、谷地、溪旁林中或灌木丛中。近年由于制药产业对裸花紫珠的需求增长，裸花紫珠的人工培育技术已经较为成熟。

## 藥用價值
裸花紫珠主要具有止血、抗炎、抑菌、提高免疫、抗肿瘤等功效，尤其在止血上效果显著，且用药较为安全。

## 化學成分
目前，从裸花紫珠中分离出的化学成分主要类型有苯丙素类、黄酮类、萜类、酚类、环烯醚萜类及其苷类和甾醇等。

## 异名
- Callicarpa nudiflora Hook. et Arn. var. pubescens Chang
- 赶风柴
- 节节红[5]